# Algueirão–Mem Martins
Algueirão - Mem Martins este o parohie civilă (freguesia) portugheză din municipalitatea (concelho) Sintra. Populația acestei unități administrative era în 2011 de 66.250 de locuitori, răspândiți pe o suprafață de 16.00 km². Algueirão–Mem Martins are o densitate a populației de aproximativ 4.000 de locuitori pe kilometru pătrat (și este una dintre cele mai dens populate parohii civile din Portugalia). 
A fost ridicat de la statutul de sat la cel de oraș la 1 februarie 1988.

## Istoric

### Toponimie
Toponimul „Algueirão” datează din perioada prezenței musulmane în regiune între secolele al VIII-lea și al XII-lea. El a evoluat din termenul arab al-gueirān, cu sensul de peșterile. 
„Mem Martins” este un nume propriu de origine necunoscută, format din prenumele medieval Mem și patronimicul Martins, inspirat probabil de unul dintre primii proprietari de terenuri din regiune după cucerirea de către portughezi a orașelor Lisabona și Sintra.

## Obiective istorice
- Fântâna din Sacotes (Fontanário de Sacotes)
- Biserica Nossa Senhora das Mercês (Capela e Recinto da Feira das Mercês/Igreja de Nossa Senhora das Mercês), o biserică cu o curte interioară ce datează din secolul al XVII-lea;
- Schitul São Romão (Ermida de São Romão), un schit rural din epoca manuelină, având o biserică sub formă de navă cu un tavan boltit.